# Neocorynura tarpeia
Neocorynura tarpeia är en biart som först beskrevs av Smith 1853.  Neocorynura tarpeia ingår i släktet Neocorynura och familjen vägbin. Inga underarter finns listade i Catalogue of Life.